# شهرستان ترکوفسکی
شهرستان ترکوفسکی (به لاتین: Turkovsky District) یک شهرستان در روسیه است که در استان ساراتوف واقع شده‌است.